# 操陽村
操陽村（そうようそん）は、岡山県上道郡にあった村。現在の岡山市中区の一部にあたる。

## 地理
旭川の下流左岸に位置していた。

## 歴史
- 1889年（明治22年）6月1日、町村制の施行により、上道郡倉益村、倉富村、倉田村が合併して村制施行し、操陽村が発足[1][2]。旧村名を継承した倉益、倉富、倉田の3大字を編成[2]。
- 1952年（昭和27年）4月1日、岡山市に編入され廃止[1][2]。

### 地名の由来
北に位置する操山にちなむ。

## 産業
- 農業[3]